# Odilo Pedro Scherer
Odilo Pedro kardinál Scherer (21. září 1949 Cerro Largo) je brazilský římskokatolický kněz, arcibiskup São Paula a kardinál německého původu.
Kněžské svěcení přijal 7. prosince 1976. V následujících dvou letech působil jako rektor nižšího semináře v městě Cascavel v brazilském státě Paraná, v letech 1979 až 1982 byl rektorem diecézního semináře diecéze Toledo. V osmdesátých letech 20. století přednášel teologii a filozofii na několika teologických fakultách. V letech 1985 až 1988 byl kaplanem a posléze i farářem ve farnosti při katedrále Krista Krále v Toledu. V letech 1991 až 1992 vykonával funkci rektora teologického semináře v Cascavel a byl ředitelem mezidiecézního teologického střediska v tomto městě.
V roce 1996 získal doktorát z teologie na Papežské univerzitě Gregoriana, v letech 1994 až 2001 byl konzultorem Kongregace pro biskupy.
Dne 28. listopadu 2001 ho papež Jan Pavel II. jmenoval pomocným biskupem arcidiecéze arcidiecéze São Paulo, biskupské svěcení přijal 2. února 2002. V letech 2003 až 2007 byl generálním sekretářem Brazilské biskupské konference. 21. března 2007 se stal arcibiskupem arcidiecéze São Paulo.
Dne 24. listopadu 2007 ho papež Benedikt XVI. na konzistoři jmenoval kardinálem.